# 穆里吉奧爾鄉
45°02′N 29°10′E / 45.033°N 29.167°E
穆里吉奧爾鄉（羅馬尼亞語：Comuna Murighiol, Tulcea），是羅馬尼亞的鄉份，位於該國東南部，由圖爾恰縣負責管轄，面積844平方公里，海拔高度11米，2002年人口3,508，人口密度每平方公里4人。